# Hygropoda
Genre
Synonymes
- Hypsithylla Simon, 1903

Hygropoda est un genre d'araignées aranéomorphes de la famille des Pisauridae.

## Distribution
Les espèces de ce genre se rencontrent en Asie, en Afrique subsaharienne et en Océanie.

## Liste des espèces
Selon World Spider Catalog (version 24.5, 16/01/2024) :
- Hygropoda africana Simon, 1898
- Hygropoda albolimbata (Thorell, 1878)
- Hygropoda argentata Zhang, Zhu & Song, 2004
- Hygropoda balingkinitanus (Barrion & Litsinger, 1995)
- Hygropoda borbonica (Vinson, 1863)
- Hygropoda bottrelli (Barrion & Litsinger, 1995)
- Hygropoda campanulata Zhang, Zhu & Song, 2004
- Hygropoda celebesiana (Strand, 1913)
- Hygropoda chandrakantii (Reddy & Patel, 1993)
- Hygropoda dolomedes (Doleschall, 1859)
- Hygropoda gracilis (Thorell, 1891)
- Hygropoda higenaga (Kishida, 1936)
- Hygropoda linearis (Simon, 1903)
- Hygropoda lineata (Thorell, 1881)
- Hygropoda longimana (Stoliczka, 1869)
- Hygropoda longitarsis (Thorell, 1877)
- Hygropoda macropus Pocock, 1897
- Hygropoda medogensis Lu, Wang & Zhang, 2023
- Hygropoda menglun Zhang, Zhu & Song, 2004
- Hygropoda procera Thorell, 1895
- Hygropoda prognatha Thorell, 1895
- Hygropoda sikkimus (Tikader, 1970)
- Hygropoda subannulipes Strand, 1911
- Hygropoda taeniata Wang, 1993
- Hygropoda tangana (Roewer, 1955)
- Hygropoda yunnan Zhang, Zhu & Song, 2004

## Systématique et taxinomie
Ce genre a été décrit par Thorell en 1895 dans les Lycosidae.
Hypsithylla a été placé en synonymie par Silva en 2012.

## Publication originale
- Thorell, 1895 : « Decas aranearum in ins. Singapore a Cel. Th. Workman inventarum. » Bollettino della Società Entomologica Italiana, vol. 26, no 3/4, p. 321-355 (texte intégral).